# Herson
Herson(Ukrajinski: Херсон) je grad u južnoj Ukrajini. Glavni je grad i upravno sjedište Hersonske oblasti, s 335 000 stanovnika (popis iz 2008.).
Herson je važna luka na Crnom moru, na početku estuarija rijeke Dnipra, u gradu se nalazi značajno brodogradilište.

## Povijest
Do 1774., čitav teritorij Hersonske oblasti pripadao je Krimskom Kanatu. Herson je osnovao 1778. knez Grigorij Aleksandrovič Potemkin, po naredbi ruske carice Katarine II. Nukleus grada je izgrađen na mjestu manje utvrde zvane Aleksandar-Šants. Ime grada Herson potiče od grčke riječi za poluotok Krim (Hersonesos), na kojem je postojala grčka kolonija prije 2 500 god.
Nakon žestoke bitke za grad tijekom invazije na Ukrajinu pao je u ožujku 2022. pod kontrolu Ruske Federacije.

## Stanovništvo
Po ukrajinskom popisu stanovništva iz 2001. u Hersonu su živjele sljedeće etničke skupine:
- Ukrajinci - 76,6%
- Rusi - 20,0%
- ostali- 3,4%

### Rast stanovništva
| Godina | Stanovništvo |
| ------ | ------------ |
| 1790.  | 24.000       |
| 1926.  | 58.000       |
| 1939.  | 97.000       |
| 1959.  | 158.000      |
| 1981.  | 361.000      |
| 2004.  | 354.000      |
| 2007.  | 329.000      |

## Značajne građevine
- Arsenal 1784. g.
- Katedrala (Sobor) Spaski (1781. g. )
- Adžigoljski svjetionik, projekt Vladimira Šukova 1911. g.

## Poznate osobe iz Hersona
- Serhij Bondarčuk, sovjetski i ukrajinski filmski redatelj, scenarist i glumac.
- Jevhen Kučerevski, ukrajinski nogometni trener ( vodio klub FK Dnjipro Dnjipropetrovsk umro 2006.)
- Larisa Latinjina,  sovjetska gimnastičarka, prva žena osvajačica devet Olimpijskih medalja.
- Moše Šaret, drugi premijer države Izrael (1953. – 1955.)
- Sergej Stanišev, premijer Bugarske
- Mircea Ionescu-Quintus, rumunjski liberalni političar i ministar pravosuđa (1991./92.)
- Lav Trocki,  revolucionar i marksistički teoretičar.
- Jefim (Jef) Golyscheff (1897. – 1970.) slikar i skladatelj povezan s berlinskomDadom.
- Aleksandar Vasiljevič Suvorov, vojskovođa

## Vanjske poveznice
- Službene stranice grada Hersona  Arhivirana inačica izvorne stranice od 31. ožujka 2009. (Wayback Machine)
- Hersonovi rodoljubi